# Tony Ramoin
Tony Ramoin, né le 23 décembre 1988 à Cannes, est un snowboardeur français spécialisé dans les épreuves de snowboardcross licencié au « Club Back to Back » basé à Nice et s'entraînant à Isola 2000. Parallèlement, il poursuit un DUT technique de commercialisation à l'IUT d'Annecy qu'il obtient en 2010.

## Carrière
Après avoir pratiqué pendant 3 années le ski, il découvre le snowboard en 1994 pour imiter son entraineur. Très vite, les automatismes se font ressentir. Révélé lors des championnats du monde juniors 2005 à Zermatt avec un titre de champion du monde de snowboardcross confirmé par une médaille de bronze en 2008 à Valmalenco lors de la coupe du monde, il prend depuis part à la coupe du monde avec pour meilleur résultat une cinquième place à Bad Gastein le 10 janvier 2010 lui permettant de valider sa qualification aux Jeux olympiques d'hiver de 2010 à Vancouver accompagnant Paul-Henri de Le Rue, Xavier de Le Rue et Pierre Vaultier. 
Le 15 février 2010, il remporte la médaille de bronze olympique en snowboardcross derrière l'Américain Seth Wescott qui conserve son titre olympique et le Canadien Mike Robertson. 
Cette médaille olympique lui permet en 2013, parallèlement à sa carrière de sportif de haut niveau, d’intégrer le dispositif Athlètes SNCF. Il est détaché à 100% jusqu’aux Jeux Olympiques de Sotchi. Depuis, il a repris ses fonctions d'assistant manager des équipes de vente chez SNCF.
En couple avec la slalomeuse Laurie Mougel, il a un fils, Miki, né en 2019.

## Palmarès

### Jeux olympiques
Il termine 3e de la finale de Vancouver 2010 sur le site de Cypress Mountain alors qu'il n'avait encore jamais fait de podium en senior.
| Épreuve / Édition | Épreuve / Édition | Vancouver 2010     |
| Snowboardcross    | Snowboardcross    | Médaille de bronze |

### Coupe du monde
- Meilleur classement général : 174e en 2007.
- Meilleur classement en snowboardccross : 9e saison 2011/2012

#### Différents classements en coupe du monde
| Année/Classement | Année/Classement | Général | Général | Snowboarccross | Snowboarccross |
| ---------------- | ---------------- | ------- | ------- | -------------- | -------------- |
| Année/Classement | Année/Classement | Class.  | Points  | Class.         | Points         |
| 2006             | 2006             | -       | -       | 58e            | 64             |
| 2007             | 2007             | 174e    | 185     | 37e            | 185            |
| 2008             | 2008             | 268e    | 58      | 67e            | 58             |
| 2009             | 2009             | 268e    | 68      | 67e            | 68             |

### Championnats du monde junior
Tony Ramoin a remporté deux médailles en snowboardcross lors de ses participations aux Championnats du monde junior entre 2004 et 2008. Bien qu'ayant participé également aux épreuves de slalom et géant parallèle, il n'y décroche aucune médaille. Sa première médaille en snowboardcross intervient lors des mondiaux de 2005 à Zermatt avec le titre de champion du monde junior de snowboardcross, sa seconde médaille est en bronze dans la même discipline en 2008 à Valmalenco.
| Édition/Discipline         | Snowboardcross     | Géant parallèle | Slalom parallèle |
| Mondiaux 2004 Klinovec     | -                  | 39e             | -                |
| Mondiaux 2005 Zermatt      | Médaille d'or      | 22e             | -                |
| Mondiaux 2006 Vivaldi Park | 26e                | -               | -                |
| Mondiaux 2007 Bad Gastein  | 12e                | 22e             | 15e              |
| Mondiaux 2008 Valmalenco   | Médaille de bronze | 32e             | 24e              |

## Coupe d'Europe
- Médaille d'or - saison 2007/2008

### Championnat de France
- Médaille de bronze - 2012
- Médaille d'or - 2008

### Coupe de France
Médaille d'or - saison 2007/2008
 Médaille d'or - saison 2006/2007
 Médaille d'or - saison 2005/2006
 Médaille d'or - saison 2004/2005

## Distinctions
- Chevalier de l'ordre national du Mérite en 2010[4].